# John Carter (músico)
John Nicholas Shakespeare (nacido el 20 de octubre de 1942),  conocido como John Carter, es un cantante, compositor y productor discográfico inglés.
Principalmente popular en la década de 1960 y principios de la de 1970, las composiciones de Carter fueron grabadas por bandas como Carter-Lewis and the Southerners, The Ivy League; "Funny How Love Can Be", "That's Why I'm Crying", "Tossing and Turning", Herman's Hermits; "Can't You Hear My Heartbeat", Brenda Lee; "Is It True?", The Music Explosion ; "Little Bit O' Soul", Peter and Gordon; "Sunday for Tea", The Flower Pot Men; "Let's Go to San Francisco", The First Class; "Beach Baby", Sacha Distel; "Vite, Cherie, Vite" (versión en francés de "Beach Baby"), Mary Hopkin; "Knock, Knock Who's There?", y Kincade; "Dreams Are Ten A Penny".
Bajo el nombre de John Shakespeare también compuso partituras para  numerosas películas británicas, como Death Is a Woman (1966), The Hand of Night (1968), Connecting Rooms (1970), Swedish Wildcats (1972), Secrets of a Door-to-Door Salesman (1973), The Over-Amorous Artist (1974), Confessions of a Sex Maniac/The Man Who Couldn't Get Enough (1974), The Great McGonagall (1974), Girls Come First (1975), The Sexplorer (1975), Side by Side (1975), Secrets of a Superstud (1976), The Office Party (1976), Under the Bed (1977), Killer's Moon (1978) y Can I Come Too? (1979)

## Biografía
Carter conoció a su futuro compañero de composición , Ken Hawker, en la escuela en Birmingham y jumtos formaron una banda de skiffle en la década de 1950 llamada LVI. Fue entonces cuando empezaron a escribir canciones juntos. En 1960, el dúo se trasladó a Londres y se presentaron bajo sus seudónimos de compositores John Carter y Ken Lewis. Terry Kennedy se convirtió en su mánager y los convenció de formar su propia banda para dar salida a sus canciones. En 1961 se lanzó el primer sencillo de Carter-Lewis and the Southerners, "Back on the Scene". Pero la banda nunca se abrió paso en la escena musical y su principal reclamo a la fama sigue siendo un breve período en el que Jimmy Page se les unió como guitarrista principal.  En 1964 conocieron a Perry Ford, que trabajaba como ingeniero en un pequeño estudio de grabación en Denmark Street en Londres. Se dieron cuenta de que sus voces se mezclaban bien y comenzaron a grabar maquetas juntos, lo que dio como resultado un sencillo publicado por Pye Records, "What More Do You Want" bajo el nombre artístico de The Ivy League. Su suerte cambió cuando la banda Herman's Hermits grabó el sencillo "Can't You Hear My Heartbeat"  y lo llevaron al número 2 del Billboard Hot 100 en Estados Unidos.  En el Reino Unido fue un éxito menor para el grupo femenino Goldie and the Gingerbreads.  
Posteriormente proporcionaron coros para el tema "I Can't Explique", de The Who .  En 1965 y 1966, la Ivy League obtuvo cuatro éxitos en las listas del Reino Unido, incluido "Tossing and Turning", que alcanzó el número 3 en la lista UK Singles Chart del Reino Unido y "Funny How Love Can Be", que fue su otro top 10.  A principios de 1966, Carter decidió que ya estaba harto de las giras y fue reemplazado por el cantante Tony Burrows de The Kestrels. Ese año se casó con Gill Shakespeare, quien más tarde escribiría letras para algunas de sus canciones. Carter se concentró en escribir canciones, proporcionando éxitos para artistas como Peter and Gordon y Brenda Lee. Encontró un nuevo compañero de composición en Geoff Stephens, lo que dio como resultado "My World Fell Down", grabado por The Ivy League,  que luego sería versionado por Sagittarius  de Gary Usher y la banda holandesa The Buffoons.
Carter cantó el sencillo de New Vaudeville Band, "Winchester Cathedral",  un pastiche pop tradicional que se convirtió en un éxito en las listas estadounidenses. También lanzó un sencillo "White Collar Worker", grabado con Mickey Keen y Robin Shaw, como The Ministry of Sound. A principios de 1967, Ken Lewis abandonó la Ivy League y comenzó a escribir y grabar de nuevo con Carter. Uno de los primeros sencillos de éxito que produjeron fue " Let's Go to San Francisco ", lanzado como The Flower Pot Men.  Como ocurrió con "Winchester Cathedral", cuando la grabación, realizada por músicos de sesión, se convirtió en un éxito, hubo que formar una banda para las presentaciones en vivo.
A finales de 1967, Carter y Lewis formaron la productora Sunny Records. A partir de principios de 1968, la producción de Carter se volvió cada vez más confusa. Deram Records obligó a The Flower Pot Men, 'la banda de gira' creada por Carter, a grabar canciones de Roger Greenaway y Roger Cook. Como escribió Mark Frumento en las notas del álbum retrospectivo de Flowerpot Men Listen To the Flowers Grow (compilado por Carter): "En este punto, Deram decidió que el nombre de Flower Pot Men ya no era comercial y el siguiente sencillo, "Piccolo Man". fue lanzado como 'Friends'... El último sencillo de Flowerpot Men fue lanzado en 1969, pero esta vez el equipo de redacción Roger Cook y Roger Greenaway estuvieron detrás de la producción". Después de un intento fallido, los restos de los Flowerpot Men cambiaron su nombre a White Plains.
La década de 1970 comenzó con una decepción cuando Mary Hopkin quedó segunda en el Festival de Eurovisión con "Knock, Knock Who's There?", que Carter había escrito con Stephens.
En los años siguientes, Carter lanzó discos con muchos nombres: Stamford Bridge,  Scarecrow y Stormy Petrel. También lanzó un sencillo "Cowboy Convention" con Ohio Express, un grupo estadounidense Bubblegum pop. En 1974 produjo un éxito con "Beach Baby" de First Class. El sencillo tuvo éxito en Europa, Australia y Sudáfrica.  Otra canción escrita por Carter y su esposa Gill Shakespeare fue "Dreams Are Ten A Penny" de Kincade, que tuvo éxito en toda Europa. Después de dos álbumes de First Class, Carter comenzó a concentrarse en escribir jingles publicitarios. Entre su trabajo se encuentran comerciales para British European Airways, Vauxhall Motors y, para Rowntree's, la canción infantil de 1974 " Please Yourself ", que presentaba una banda de cuatro personajes de juguete basados en los cuatro tipos diferentes de dulces Tots : Jerry Joe, voz (Jelly ); Tom, guitarra (Tigre); Tim, batería (Teddy); Candy-Doll, teclados (Candy). 
Carter estuvo gestionando el marketing de su catálogo anterior a través de su productora Sunny Records, lanzando muchas canciones que nunca se publicaron en el momento de la grabación.  Esto incluye los álbumes de Stamford Bridge Come Up And See Us Sometime y The First Day of Your Life (1997).
Carter trabajó con Micky Keen y Robin Shaw y como resultado de esta colaboración lanzaron dos álbumes, Men From The Ministry y Midsummer Nights Dreaming (2005). A finales de 2005, Carter lanzó el álbum recopilatorio ; John Carter - A Rose by any Other Name (2005). 
En 2012, Carter se asoció con el compositor brasileño Salomao Hamzem, quien también es músico y productor. Como escritores, querían crear algo diferente, así que se les ocurrió la idea de escribir canciones juntos en inglés y portugués. Su primer álbum A Friend in Need (2016) fue el resultado de esta colaboración, seguido de Coming Home (2017) y su tercer álbum, Time Will Tell (2018). 